# Casimir Gide
Casimir Gide (París, 1804-1868) fou un compositor francès.
Era llibreter de professió i va compondre les següents òperes còmiques:
- Le roi de Sicile, (1830)
- Les trois Cathèrine, en col·laboració amb Adam (1830)
- Les jumeaux de la Réole, (1831)
- L'Angellus, (1858)
- Belphegor, (1858)

També va escriure la música de diversos balls que s'estrenaren en l'Òpera, entre ells La tentation en col·laboració amb Halévy (1832).